# سوخویه اوزرو
سوخویه اوزرو (به لاتین: Sukhoye Ozero) یک منطقهٔ مسکونی در روسیه است که در باشقیرستان واقع شده‌است.